# استونینگتون (کنتیکت)
استونینگتون (به انگلیسی: Stonington) یک منطقهٔ مسکونی در ایالات متحده آمریکا است که در شهرستان نیو لندن، کنتیکت واقع شده‌است. استونینگتون ۱۲۹٫۵ کیلومتر مربع مساحت و ۱۸٬۵۴۵ نفر جمعیت دارد و ۲۳ متر بالاتر از سطح دریا قرار دارد.